# 地氟烷
地氟烷（INN：desflurane）又稱地氟醚，是鹵代醚麻醉藥之一，常用於維持麻醉狀態。和其他鹵代醚麻醉藥一樣，地氟烷是外消旋體。地氟烷和七氟烷正逐步取代異氟烷成為人用全身麻醉藥的首選。由於地氟烷在血液的溶解度低，地氟烷在揮發性麻醉藥之中起效最快，藥力也最快散去。地氟烷的缺點包括藥效較弱、氣味刺鼻及成本較高。在經濟欠發達地區，地氟烷礙於成本而未能推廣。但對於低通氣量的應用情景，地氟烷和異氟烷的成本差異似乎微不足道。當以大於體積分數10%的劑量施用時，地氟烷有可能引致心跳過速和刺激呼吸道，故地氟烷甚少用於誘導麻醉。
地氟烷的揮發性很強，但在室溫下仍然是種液體。兼容地氟烷的麻醉機一般都裝有專門的加熱器，確保地氟烷處於恆溫狀態，避免環境溫度變化而影響輸出濃度。地氟烷和恩氟烷（某程度上異氟烷）已知和麻醉機內的二氧化碳吸收劑反應分解，放出微量但可被偵測的一氧化碳。高風險量等情況下二氧化碳吸收劑較容易失水，這會加劇地氟烷的分解和一氧化碳的生成，尤其是對於二氧化碳吸收劑巴拉林（Baralyme）。

## 藥理學
地氟烷是種已知的γ-氨基丁酸A型受体（GABAA受体）和甘氨酸受体的别构激活剂，與及烟碱型乙酰胆碱受体的别构抑制剂。地氟烷對其他配体门控離子通道也有影響。

## 特性
地氟烷是外消旋体，即以下两种对映异构体的1:1混合物：

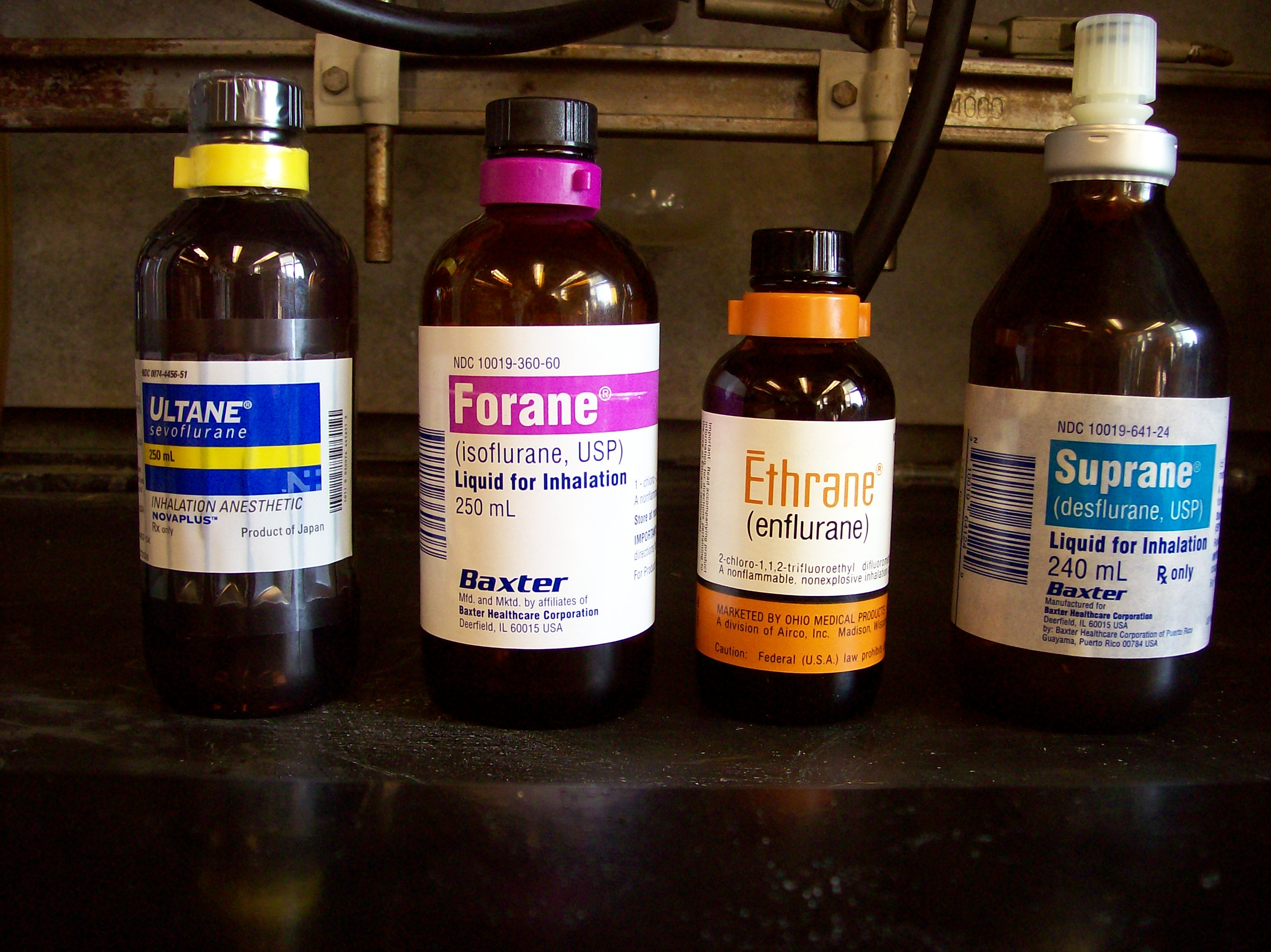
臨床用的地氟烷，瓶頸標識為銀色（最右）。由於其室溫下蒸氣壓較高，藥瓶需要配備閥門而非普通瓶蓋。

| 对映体                              | 对映体                              |
| ----------------------------------- | ----------------------------------- |
| Structural Formula of (R)-Desfluran | Structural Formula of (S)-Desfluran |

| 分子質量       | 168 克/摩爾           |
| 沸點           | 23.5°C                |
| 密度（20°C）   | 1.465 克/毫升         |
| 蒸氣壓（20°C） | 88.5 kPa （672 mmHg） |
| 蒸氣壓（24°C） | 107 kPa （804 mmHg）  |
| 血氣分配係數   | 0.42                  |
| 油氣分配係數   | 19                    |
| 最低氣泡濃度   | 1.17%                 |

## 環境影響
地氟烷蒸氣是種強大的温室气体，二十年期的全球暖化潛勢達3,714之高，也就是說，每排放一公噸地氟烷的影響相當於排放3,714噸二氧化碳。這數值要比七氟烷或異氟烷遠高得多。為了比較臨床應用上不同麻醉氣體對環境的實質影響，除了全球暖化潛勢，藥性的強烈程度和鮮風量也應一併考慮。通常的假設是地氟烷和異氟烷在最低氣泡濃度下，每分鐘需要鮮風1公升；而七氟烷則需要2公升。按照每小時最低氣泡濃度測算和比較，地氟烷的全生命週期溫室效應影響為異氟烷和七氟烷的20倍。
有文獻推斷，全球的揮發性麻醉劑的排放的影響相當於1百萬輛汽車行駛的排放。這個估算結果常常被麻醉科醫生拿來當作工作時無需顧及環境保護的藉口。然而，本結果的推算過程被後來的文獻抨擊。首先，該結果只是從美國其中一所醫療機構的數據推算而來，但該機構完全沒有使用地氟烷。其次，研究人員忽視了笑氣的全球暖化潛勢。該推算是基於在部分麻醉使用地氟烷的醫療機構並修正了笑氣的影響，每次麻醉的排放大概為175-220公斤二氧化碳當量。這意味著，1百萬輛汽車行駛的排放這估算相當可能被低估。儘管如此，該文獻作者依然呼籲採取措施來避免向大氣排放麻醉氣體。

## 備註
1. ↑  大氣壓力下
2. ↑  體積分數

### 延伸閱讀
- Eger, Eisenkraft, Weiskopf. The Pharmacology of Inhaled Anesthetics. 2003.
- Rang, Dale, Ritter, Moore. Pharmacology 5th Edition. 2003.
- Martin Bellgardt: Evaluation der Sedierungstiefe und der Aufwachzeiten frisch operierter Patienten mit neurophysiologischem Monitoring im Rahmen der Studie: Desfluran versus Propofol zur Sedierung beatmeter Patienten. Bochum, Dissertation, 2005 (pdf)
- Susanne Lohmann: Verträglichkeit, Nebenwirkungen und Hämodynamik der inhalativen Sedierung mit Desfluran im Rahmen der Studie: Desfluran versus Propofol zur Sedierung beatmeter Patienten. Bochum, Dissertation, 2006 (pdf)
- Patel SS, Goa KL. (1995) "Desflurane. A review of its pharmacodynamic and pharmacokinetic properties and its efficacy in general anaesthesia." Drugs Oct;50(4):742-67. PMID 8536556